# Лагавулін
Лагавулін (англ. Lagavulin, шотл. гел. Lag a' Mhuilinn, «млин у впадині») — маленьке село, приблизно за 5 км від Порт-Еллен на острові Айлей, Шотландія. Село знаходиться в муніципалітеті Кілдалтон, на автошляху A846.
Село найбільш відоме за однойменним односолодовим віскі Lagavulin, віскікурня якого розташована у селі.

## У популярній культурі
Lagavulin у шостому та сьомому сезонах телевізійного шоу Парки та зони відпочинку — це улюблений напій
Рона Свонсона.
Лагавулін є назвою одного із ворогів у комп'ютерній грі Slay the Spire.
Гардрок-група Honeymoon Suite записала однойменну пісню для свого альбому Lemon Tongue 2001 року.

## Галерея

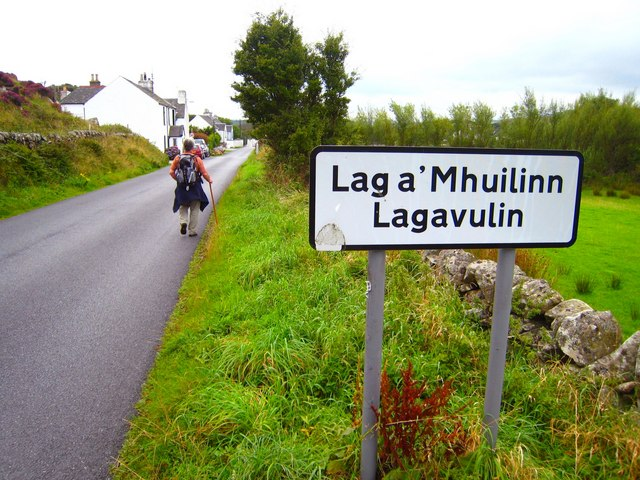
В’їзд у село
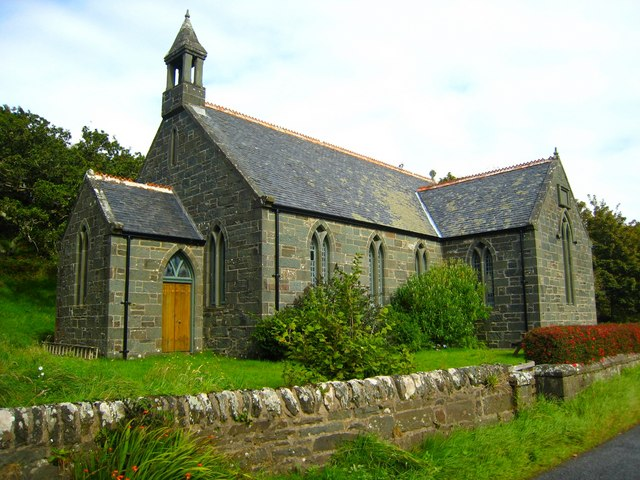
Лагавулін-голл
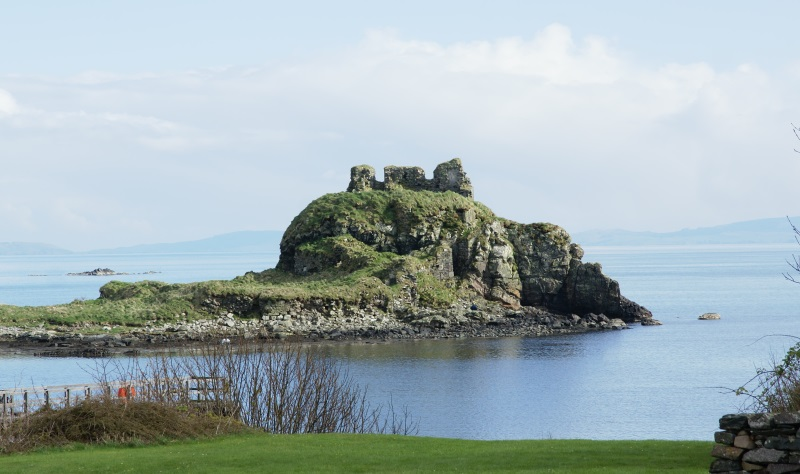
Замок Дунівайг